# Jason McAteer
Jason McAteer (Birkenhead, 1971. június 18. –), ír válogatott labdarúgó.
Az ír válogatott tagjaként részt vett az 1994-es és a 2002-es világbajnokságon.